# Lume
În limba română, cuvântul lume își are originea în latinescul lumen, din care  a fost derivat și cuvântul lumină, având probabil inițial sensul de tot ce e luminat, precum în expresia „tot ce e sub soare”.
Lumea este deseori sinonim cu planeta Pământ, dar este uneori generalizat cu sensul de planetă sau chiar de întreg Universul, ca în expresia „toată lumea”.
În textul Bibliei, există trei semnificații ale termenului „lume”:
- lumea ca Univers al creației lui Dumnezeu
- lumea ca „mulțime” de oameni creați de Dumnezeu
- lumea ca sistem de civilizație, desprins de Dumnezeu și subordonat lui Satan

## Alte sensuri
Lume mai poate fi folosit și cu sensul de „societate”, ca în expresia „lumea bună”. 
De asemenea prin lume se mai poate înțelege și un tărâm imaginar, precum „lumea din Star Trek” sau „lumea din Stăpânul Inelelor”. Vezi și expresia „sfârșitul lumii”.

## Prima lume, lumea a doua și lumea a treia
Prima lume, lumea a doua și lumea a treia erau folosite în contextul Războiului rece:
- Prima Lume se referea la națiunile în sfera de influență a Statelor Unite — ex. țările NATO din America de Nord și Europa de Vest, Japonia și unele foste colonii britanice ca Australia, Noua Zeelandă și Africa de Sud.
- Lumea a Doua se referea la națiunile în sfera de influență a Uniunii Sovietice — ex. țările Pactului de la Varșovia, uneori incluzând țările comuniste care nu se înțelegeau prea bine cu Moscova precum China și Iugoslavia.
- Lumea a Treia se referea la națiunile care nu erau în nicio sferă de influență, pe care Statele Unite și Uniunea Sovietică încercau să le influențeze în mod secret. În ultima vreme, denumirea de Lumea a Treia se folosește pentru a caracteriza țările nedezvoltate.